# HMS Worcester (D96)
«Вустер» (D96) (англ. HMS Worcester (D96) — військовий корабель, ескадрений міноносець «Модифікований Адміралті» типу «W» Королівського військово-морського флоту Великої Британії за часів Другої світової війни.
«Вустер» був закладений 20 грудня 1918 року на верфі компанії J. Samuel White & Company у Коуз на острові Вайт, де 24 жовтня 1919 року корабель був спущений на воду. Згодом переведений до корабельні Royal Navy Dockyard у Портсмуті, де завершувалось будівництво корабля. 20 вересня 1922 року він увійшов до складу Королівських ВМС Великої Британії.

## Історія служби

### Довоєнний час
Після введення у 1922 році до строю Королівського флоту Британії, «Вустер» проходив службу у бойовому складі Атлантичного та Середземноморського флотів, доки не був комісований та виведений до сил Резервного флоту й перебував на приколі на базі в Портсмуті.
До початку війни знятий з консервації через загрозливу обстановку в Європі та повернувся до бойового складу флоту.

### 1939—1940
З початком Другої світової війни корабель перебував у складі Домашнього флоту. У жовтні разом з есмінцями 16-ї флотилії «Монтроз», «Веномос», «Вайлд Свон», «Ветеран», «Веріті», «Віверн» й «Вітшед» був залучений до виконання завдання зі супроводження конвоїв в Англійській протоці та у південно-західних підходах, базуючись на Портсмут.
Корабель залишався у складі цих сил до травня 1940 року, до початку вторгнення вермахту в Нідерланди, Бельгію та Люксембург, тоді «Вустер» перевели до Командування Дувр для підтримки евакуації союзних військ із континентальної Європи по ходу просування німецьких військ.
З 24 травня 1940 року виконував завдання з евакуації англійських та французьких військ з Дюнкерка. «Вустер» здійснив 6 переходів, перевіз 4 350 військових до берегів Англії. 27 травня був пошкоджений унаслідок повітряної атаки німецької авіації.
Протягом червня — липня 1940 року есмінець перебував на ремонті. Потім повернувся до 16-ї флотилії есмінців у Гаріджі для виконання завдань з конвоювання транспортних кораблів і суден у Північному морі. У серпні 1940 року увійшов до командування Західних підходів.

### 1941
У січні 1941 року есмінець «Вустер» знову повернувся до 16-ї флотилії та патрулював у Північному морі разом з лідером «Маккей» та есмінцями «Волпоул» й «Вітшед».

### 1942
3 лютого 1942 року «Вустер» разом з шістьма есмінцями прибув на посилення Дуврського командування, в очікуванні ймовірного за даними розвідки прориву німецьких лінкорів «Шарнгорст» та «Гнейзенау» і важкого крейсера «Принц Ойген» з окупованого Бреста до німецьких військово-морських баз. Вночі з 11 на 12 лютого капітальні кораблі Крігсмаріне потай вийшли з французького порту Брест та, не будучи виявленими британцями через технічні проблеми із засобами радіотехнічної розвідки, вирушили до Німеччини. «Вустер» разом з «Вівейшос», «Кемпбелл», «Вітшед», «Маккей» та «Волпол» перебували на тренуванні в Гаріджі, коли отримали наказ перехопити німецькі кораблі біля гирла річки Шельда. «Волпол» через технічні негаразди повернув назад, решта о 15:42 вийшла на ворожі кораблі. Британські есмінці провели з відстані 2 200 — 3 700 метрів торпедну атаку, але жодна торпеда не влучила в ціль, натомість «Вустер» дістав серйозних пошкоджень від вогню німецької корабельної артилерії.
16 вересня есмінець «Вустер» разом з «Амазон», «Бульдог», «Ковдрей», «Еко», «Веномос» та «Віндзор» утворили групу дозаправляння паливом кораблів і суден у фіорді Лов-Саунд на Шпіцбергені для конвоїв, що прямували Арктикою. 20 числа він вийшов у море з «Імпульсів» та «Фьюрі» супроводжувати танкер RFA Oligarch на зустріч конвою QP 14, що повертався з СРСР до Лох-Ів у Шотландії. 65 бойових кораблів супроводжували невеличкий транспортний конвой з 17 суден.
У цілому конвой втратив шість кораблів та суден, тільки один U-435 встиг потопити чотири союзних судна.

### 1943
23 грудня 1943 року есмінець зазнав невідновлюваних пошкоджень у наслідок підриву на морській міні в Північному морі, після чого був списаний.